# 874-es busz
A 874-es számú helyi autóbusz Szentendre, autóbusz-állomás és Szentendre, Sportpálya között közlekedik. 2012. december 1. és 2014. november 30. között az Önkormányzat megbízásából az összes többi helyi járattal együtt a Homm Kft. üzemeltette. 2014. december 1-jétől a Volánbusz, 2025-től a MÁV Személyszállítási Zrt. üzemelteti.

## Megállóhelyei
| 0  | Szentendre, autóbusz-állomás végállomás | 14  | 869, 870, 872, 873, 876, 878, 879, 880, 882, 884, 889, 890, 893, 895, 898 |
| 1  | Szentendre, Római kőtár                 | 13  | 869, 870, 872, 873, 876, 878, 879, 880, 882, 884, 889, 890, 893, 895, 898 |
| 2* | Szentendre, Kálvária tér*               | 12* | 869, 870, 872, 873, 875, 876                                              |
| 3* | Szentendre, Pomázi út 18.*              | 11* | 869, 870, 872, 873, 875, 876                                              |
| 4* | Szentendre, Radnóti Miklós utca 8.*     | 10* | 869, 870, 872, 873, 875, 876                                              |
| 5* | Szentendre, Kálvária út*                | 9*  | 869, 870, 872, 873, 875, 876                                              |
| 6* | Szentendre, János utca*                 | 8*  | 869, 870, 872, 873, 875, 876                                              |
| 7* | Szentendre, Püspökmajori lakótelep*     | 7*  | 869, 870, 872, 873, 875, 876                                              |
| 8* | Szentendre, Kálvária tér*               | 6*  | 869, 870, 872, 873, 875, 876                                              |
| 9  | Szentendre, Bükkös patak                | 5   | 870, 873, 875, 876, 878, 879, 880, 882, 884, 889, 890, 893, 895, 898      |
| 10 | Szentendre, Izbégi elágazás             | 4   | 870, 873, 875, 876, 878, 879, 880, 882, 884, 889, 890, 893, 895, 898      |
| 11 | Szentendre, Tavasz utca                 | 3   | 870, 873, 875, 876, 878, 879                                              |
| 12 | Szentendre, Templom utca                | 2   | 870, 873, 875, 876, 878, 879                                              |
| 13 | Szentendre, Csapás utca                 | 1   | 870, 875, 876, 878, 879                                                   |
| 14 | Szentendre, Sportpálya végállomás       | 0   | 870, 875, 876, 878, 879                                                   |

Jelmagyarázat:

*Ezeket a megállókat csak néhány menet érinti.